# Juan de Izquierdo
Juan de Izquierdo, OFM (falecido no dia 17 de novembro de 1602) foi um prelado católico romano que serviu como bispo de Iucatão (1588–1602).

## Biografia
Juan de Izquierdo foi ordenado sacerdote na Ordem dos Frades Menores. No dia 13 de junho de 1588, foi nomeado durante o papado de Clemente VIII como Bispo de Yucatán. Serviu como Bispo de Iucatão até à sua morte a 17 de novembro de 1602.